# نيرمال شيتري
نيرمال شيتري (21 أكتوبر 1990 بسيكيم في الهند - ) هو لاعب كرة قدم هندي في مركزي قلب الدفاع والدفاع. شارك مع منتخب الهند تحت 17 سنة لكرة القدم ومنتخب الهند تحت 23 سنة لكرة القدم ومنتخب الهند لكرة القدم. أما مع النوادي، فقد لعب مع نادي إيست بنغال ونادي ديمبو ونادي موهون باغان ونادي محمدان ونادي كيرلا بلاستيرز ونادي طيران الهند.

## وصلات خارجية
- نيرمال شيتري على موقع قاعدة بيانات كرة القدم.إي يو (الإنجليزية)
- نيرمال شيتري على موقع ناشيونال فوتبول تيمز (الإنجليزية)
- نيرمال شيتري على موقع Soccerway.com (الإنجليزية)
- نيرمال شيتري على موقع GSA (الإنجليزية)